# Universität Nikosia

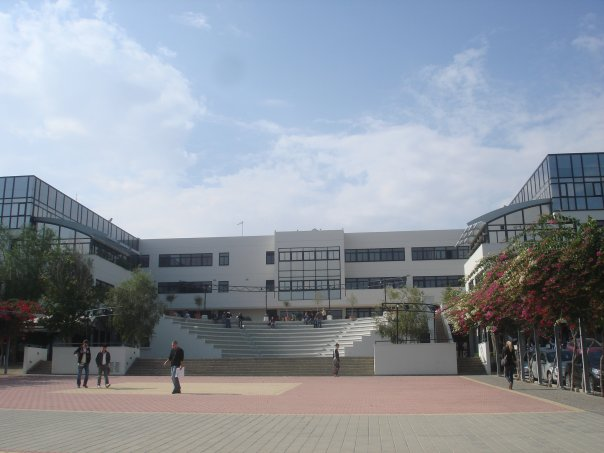
University of Nicosia Amfitheatre

Die Universität Nikosia (englisch University of Nicosia, Abkürzung UNIC) ist eine Privatuniversität in der Republik Zypern und die größte zypriotische Universität.
Die Hochschule wurde 1980 als private Hochschule Intercollege für Tertiäre Bildung gegründet. Die staatliche Akkreditierung als Universität erfolgte am 12. September 2007. Das Studium des Lehramtes ist auf Griechisch, alle anderen Kurse werden auf Englisch gelehrt.
Die Universität betreut ca. 14.000 Studenten am Hauptsitz in Nikosia und Campus in Nikosia, Limassol und Larnaka an folgenden Schools (Fakultäten):
- School of Business (Ökonomie)
- School of Education (Erziehungswissenschaften)
- School of Humanities & Social Sciences (Geistes- und Sozialwissenschaften)
- School of Law (Rechtswissenschaften)
- School of Life and Health Sciences (Gesundheitswissenschaften)
- Medical School (Medizin)
- School of Sciences and Engineering (Natur- und Ingenieurwissenschaften)
- School of Veterinary Medicine (Tiermedizin)

Seit 2013 betreibt die Universität einen Campus in Wien (Österreich). Hier werden derzeit Studiengänge in Psychologie und Pflegewissenschaft angeboten. Die Universität ist Trägerin des Ö-Cert Gütesiegels und des Cert-NÖ Gütesiegels. Die Anerkennung in Österreich ist durch die Registrierung als zypriotische Universität nach § 27 HS-QSG gegeben. In Deutschland ist die Titelführung durch die Eintragung in die ANABIN Datenbank der Kultusministerkonferenz gewährleistet.